# Grünenbach

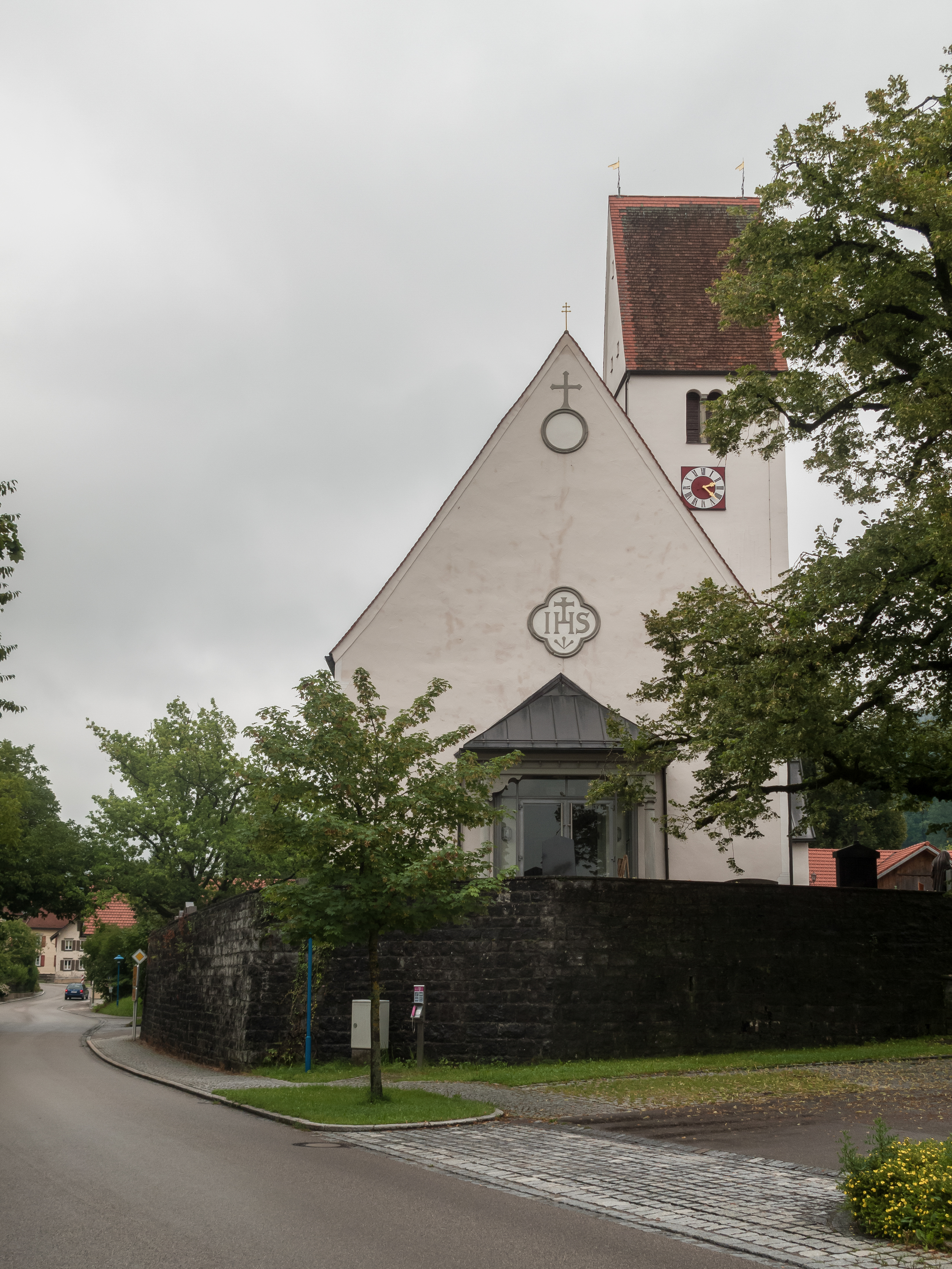
Église: die katholische Pfarrkirche Sankt Otmar

Grünenbach est une commune de Bavière (Allemagne), située dans l'arrondissement de Lindau, dans le district de Souabe.